# Húsar
Húsar est une localité des îles Féroé située plus précisément sur la moitié sud de l'île de Kalsoy. Elle forme une commune jusqu'au 1er janvier 2019 lorsqu'elle fusionne avec Klaksvík.
L'église du village est construite en 1920. Húsar est reliée trois fois par jour à Klaksvík par un ferry.

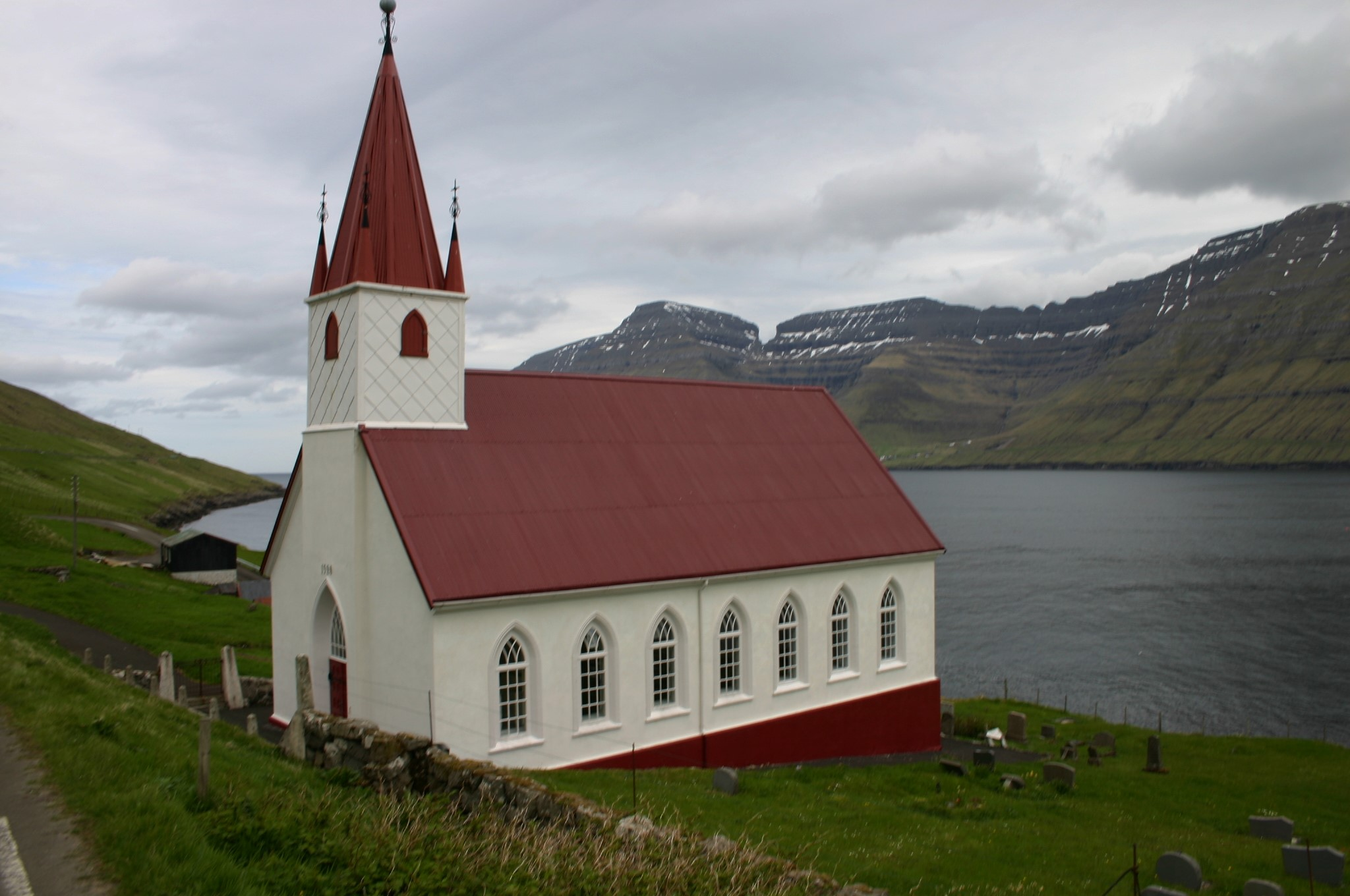
L'église d'Húsar.